# Yeh Wen-Hua
Yeh Wen-Hua (20 de febrero de 1976) es una deportista taiwanesa que compitió en judo. Ganó una medalla en los Juegos Asiáticos de 1994 y tres medallas en el Campeonato Asiático de Judo entre los años 1988 y 1997.

## Palmarés internacional
| Representando a China Taipéi |                    |                   |           |
| Juegos Asiáticos             |                    |                   |           |
| Año                          | Lugar              | Medalla           | Categoría |
| 1994                         | Hiroshima (Japón)  | Medalla de plata  | +72 kg    |
| Campeonato Asiático          |                    |                   |           |
| Año                          | Lugar              | Medalla           | Categoría |
| 1988                         | Damasco (Siria)    | Medalla de plata  | +72 kg    |
| 1993                         | Macao (Portugal)   | Medalla de bronce | Abierta   |
| 1997                         | Manila (Filipinas) | Medalla de plata  | –72 kg    |